# Waveformmonitor
Ein Waveformmonitor (WFM) ist ein spezielles Oszilloskop, das in der professionellen Videotechnik zum Messen von Videopegeln benutzt wird. Mit einem Waveformmonitor kann die Qualität eines Videosignals wesentlich besser beurteilt werden, als es auf einem Bildschirm oder Fernseher der Fall ist. Im Gegensatz zum Fernseh- oder Monitorbild, stellt ein Waveformmonitor die elektrische Spannung des Signals dar.

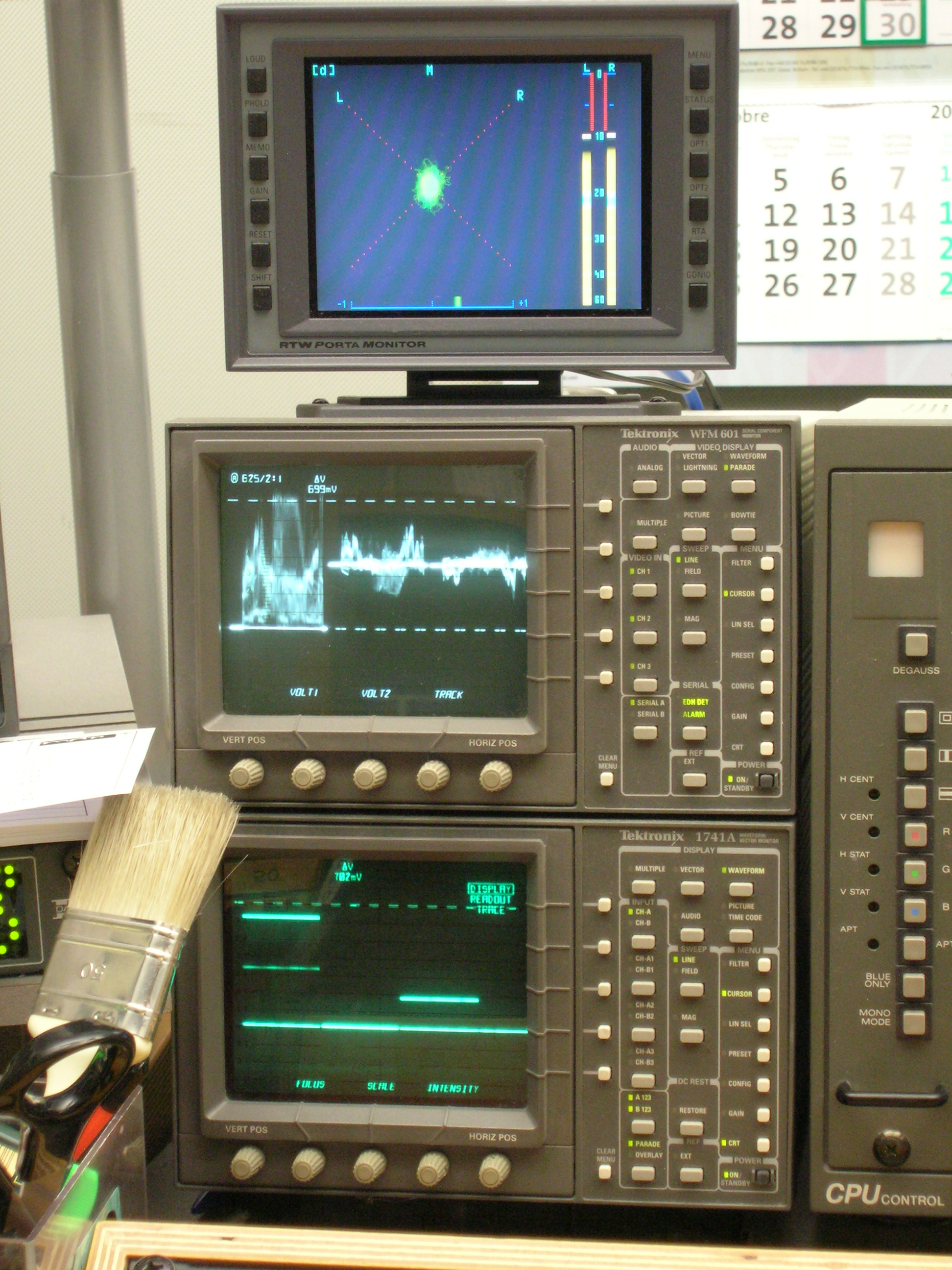
Zwei Waveformmonitore unter einem Goniometer

Das Spezifische an einem WFM gegenüber einem Standard-Oszilloskop ist die Horizontal- und die Vertikal-Darstellung der Videozeilen eines Bildes. Bei der Horizontal-Darstellung werden alle Zeilen übereinander dargestellt, das dient vor allem der Gesamtbeurteilung des Videopegels. Bei der Vertikal-Darstellung werden alle Zeilen eines Halbbildes nebeneinander angezeigt, wobei sich die Darstellungen beider Halbbilder überlagern. Damit lassen sich Signalfehler erkennen, die mit der Bildwechselfrequenz in Zusammenhang stehen, z. B. auch Brummstörungen bei analogen Signalen.
Moderne Geräte bieten zusätzliche Messmöglichkeiten für digitale Videosignale. Die meisten in professionellen TV-Funkhäusern in Deutschland genutzten Waveformmonitore stammen vom amerikanischen Hersteller Tektronix.
Haupteinsatzgebiet ist die Überwachung der Toleranzgrenzen von Luminanz und Chrominanz bei Videoproduktionen oder in Sendewegen. Außerdem dient der WFM zur Fehlersuche, z. B. bei Problemen mit speziellen Schaltsignalen in der Austastlücke bei analogen Fernsehsendungen, wie das Wide Screen Signalling zur automatischen 16:9-Umschaltung in Zeile 23.